# توربا
توربا (انگلیسی: Turba) واژه‌ای است که در زبان لاتین و زبان عربی کاربرد دارد.
در زبان لاتین، توربا به معنای هیاهو، غوغا و جماعت مردم است. در ارتباط با معنای «جماعت»، توربا ممکن است به‌طور خاص به هر سخن یا کلامی در مصائب عیسی مسیح اشاره داشته باشد که توسط گروهی از مردم، از جمله حواریون، یهودیان، یا سربازان گفته می‌شود. در پاسیون‌ها، به هر گونه خطاب مستقیم در ذکر مصائب، به جز سخنان عیسی، اطلاق می‌شود.
این اصطلاح در طول حکومت جبهه آزادی‌بخش ملی ساندینیستا نیکاراگوئه در اواخر دهه ۱۹۷۰ و ۱۹۸۰ بار دیگر مورد استفاده قرار گرفت و به انبوهی از حامیان پرشور و گاه خشن رژیم اشاره داشت.
در زبان عربی این واژه ۲ معنا دارد: یکی به معنی گور، قطعه ای در گورستان یا آرامگاه و گوراب است. این واژه به زبان ترکی استانبولی هم راه یافته و در آن زبان هم به معنای آرامگاه است و «توربه» (Türbe) تلفظ می‌شود.
معنای دوم، زمین یا خاک است؛ مثلاً شیعیان هنگام نماز سرشان را بر روی قطعه کوچکی از گِل شکل‌ داده‌ شده می‌گذارند که به آن تربت هم می‌گویند.